# Copa de Glasgow
La Copa de Glasgow es un torneo de fútbol que enfrenta a los equipos de Glasgow. Fue una competencia anual para las categorías mayores entre 1887 hasta 1989. Desde 1990 hasta 2019 fue una competencia para las categorías sub-17, sub-19 y sub-20 de Celtic, Clyde, Partick Thistle, Queen's Park y Rangers. Actualmente y desde 2020 compiten las categorías mayores de Clyde, Partick Thistle y Queen's Park y también los juveniles (Equipo B) de Celtic y Rangers.
Fue dominado por los rivales de la ciudad, Rangers y Celtic, que han ganado la competición 49 y 36 veces respectivamente. El advenimiento de los torneos de fútbol europeos llevó a que a la Copa de Glasgow no se le dé tanta importancia y en muchos años no se llegó a disputar o no fueron finalizados.

## Finales

### Abreviaturas
| (R)  | Repetición       |
| (DR) | Doble Repetición |

### Resultados
| Año                        | Campeón                         | Resultado                       | Finalista                       |
| Categoría Mayor            | Categoría Mayor                 | Categoría Mayor                 | Categoría Mayor                 |
| -------------------------- | ------------------------------- | ------------------------------- | ------------------------------- |
| 1888                       | Cambuslang                      | 3–1                             | Rangers                         |
| 1889                       | Queen's Park                    | 8–0                             | Partick Thistle                 |
| 1890                       | Queen's Park                    | 3–2                             | Celtic                          |
| 1891                       | Celtic                          | 4–0                             | Third Lanark                    |
| 1892                       | Celtic                          | 7–1                             | Clyde                           |
| 1893                       | Rangers                         | 3–1                             | Celtic                          |
| 1894                       | Rangers                         | 1–0                             | Cowlairs                        |
| 1895                       | Celtic                          | 2–0                             | Rangers                         |
| 1896                       | Celtic                          | 6–3                             | Queen's Park                    |
| 1897                       | Rangers                         | 1–1                             | Celtic                          |
| 1897 (R)                   | Rangers                         | 2–1                             | Celtic                          |
| 1898                       | Rangers                         | 4–0                             | Queen's Park                    |
| 1899                       | Queen's Park                    | 1–0                             | Rangers                         |
| 1900                       | Rangers                         | 1–1                             | Celtic                          |
| 1900 (R)                   | Rangers                         | 1–0                             | Celtic                          |
| 1901                       | Rangers                         | 3–1                             | Partick Thistle                 |
| 1902                       | Rangers                         | 2–2                             | Celtic                          |
| 1902 (R)                   | Rangers                         | walkover                        | Celtic                          |
| 1903                       | Third Lanark                    | 3–0                             | Celtic                          |
| 1904                       | Third Lanark                    | 1–1                             | Celtic                          |
| 1904 (R)                   | Third Lanark                    | 1–0                             | Celtic                          |
| 1905                       | Celtic                          | 2–1                             | Rangers                         |
| 1906                       | Celtic                          | 3–0                             | Third Lanark                    |
| 1907                       | Celtic                          | 3–2                             | Third Lanark                    |
| 1908                       | Celtic                          | 2–2                             | Rangers                         |
| 1908 (R)                   | Celtic                          | 0–0                             | Rangers                         |
| 1908 (DR)                  | Celtic                          | 2–1                             | Rangers                         |
| 1909                       | Third Lanark                    | 1–1                             | Celtic                          |
| 1909 (R)                   | Third Lanark                    | 2–2                             | Celtic                          |
| 1909 (DR)                  | Third Lanark                    | 4–0                             | Celtic                          |
| 1910                       | Celtic                          | 1–0                             | Rangers                         |
| 1911                       | Rangers                         | 3–1                             | Celtic                          |
| 1912                       | Rangers                         | 1–0                             | Partick Thistle                 |
| 1913                       | Rangers                         | 3–1                             | Celtic                          |
| 1914                       | Rangers                         | 3–0                             | Third Lanark                    |
| 1915                       | Clyde                           | 1–1                             | Partick Thistle                 |
| 1915 (R)                   | Clyde                           | 1–0                             | Partick Thistle                 |
| 1916                       | Celtic                          | 2–1                             | Rangers                         |
| 1917                       | Celtic                          | 3–1                             | Clyde                           |
| 1918                       | Rangers                         | 4–1                             | Partick Thistle                 |
| 1919                       | Rangers                         | 2–0                             | Celtic                          |
| 1920                       | Celtic                          | 1–0                             | Partick Thistle                 |
| 1921                       | Celtic                          | 1–0                             | Clyde                           |
| 1922                       | Rangers                         | 1–0                             | Celtic                          |
| 1923                       | Rangers                         | 0–0                             | Clyde                           |
| 1923 (R)                   | Rangers                         | 1–0                             | Clyde                           |
| 1924                       | Rangers                         | 3–1                             | Third Lanark                    |
| 1925                       | Rangers                         | 4–1                             | Celtic                          |
| 1926                       | Clyde                           | 2–1                             | Celtic                          |
| 1927                       | Celtic                          | 1–0                             | Rangers                         |
| 1928                       | Celtic                          | 2–1                             | Rangers                         |
| 1929                       | Celtic                          | 2–0                             | Queen's Park                    |
| 1930                       | Rangers                         | 0–0                             | Celtic                          |
| 1930 (R)                   | Rangers                         | 4–0                             | Celtic                          |
| 1931                       | Celtic                          | 2–1                             | Rangers                         |
| 1932                       | Rangers                         | 3–0                             | Queen's Park                    |
| 1933                       | Rangers                         | 1–0                             | Partick Thistle                 |
| 1934                       | Rangers                         | 2–0                             | Clyde                           |
| 1935                       | Partick Thistle                 | 1–0                             | Rangers                         |
| 1936                       | Rangers                         | 2–0                             | Celtic                          |
| 1937                       | Rangers                         | 2–2                             | Partick Thistle                 |
| 1937 (R)                   | Rangers                         | 6–1                             | Partick Thistle                 |
| 1938                       | Rangers                         | 2–1                             | Third Lanark                    |
| 1939                       | Celtic                          | 3–0                             | Clyde                           |
| 1940                       | Rangers                         | 3–1                             | Queen's Park                    |
| 1941                       | Celtic                          | 1–0                             | Rangers                         |
| 1942                       | Rangers                         | 6–0                             | Clyde                           |
| 1943                       | Rangers                         | 5–2                             | Third Lanark                    |
| 1944                       | Rangers                         | 2–0                             | Clyde                           |
| 1945                       | Rangers                         | 3–2                             | Celtic                          |
| 1946                       | Queen's Park                    | 2–0                             | Clyde                           |
| 1947                       | Clyde                           | 2–1                             | Third Lanark                    |
| 1948                       | Rangers                         | 4–1                             | Third Lanark                    |
| 1949                       | Celtic                          | 3–1                             | Third Lanark                    |
| 1950                       | Rangers                         | 2–1                             | Clyde                           |
| 1951                       | Partick Thistle                 | 1–1                             | Celtic                          |
| 1951 (R)                   | Partick Thistle                 | 3–2                             | Celtic                          |
| 1952                       | Clyde                           | 2–1                             | Celtic                          |
| 1953                       | Partick Thistle                 | 3–1                             | Rangers                         |
| 1954                       | Rangers                         | 3–0                             | Third Lanark                    |
| 1955                       | Partick Thistle                 | 2–0                             | Rangers                         |
| 1956                       | Celtic                          | 1–1                             | Rangers                         |
| 1956 (R)                   | Celtic                          | 5–3                             | Rangers                         |
| 1957                       | Rangers                         | 2–0                             | Clyde                           |
| 1958                       | Rangers                         | 1–1                             | Third Lanark                    |
| 1958 (R)                   | Rangers                         | 4–2                             | Third Lanark                    |
| 1959                       | Clyde                           | 0–0                             | Rangers                         |
| 1959 (R)                   | Clyde                           | 1–0                             | Rangers                         |
| 1960                       | Rangers                         | 2–1                             | Partick Thistle                 |
| 1961                       | Partick Thistle                 | 2–0                             | Celtic                          |
| 1962                       | Celtic                          | 1–1                             | Third Lanark                    |
| 1962 (R)                   | Celtic                          | 3–2                             | Third Lanark                    |
| 1963                       | Third Lanark                    | 2–1                             | Celtic                          |
| 1964                       | Celtic                          | 2–0                             | Clyde                           |
| 1965                       | Celtic                          | 5–0                             | Queen's Park                    |
| 1966                       | Sin Finalización                | Sin Finalización                | Sin Finalización                |
| 1967                       | Celtic                          | 4–0                             | Partick Thistle                 |
| 1968                       | Celtic                          | 8–0                             | Clyde                           |
| 1969                       | Rangers                         | 3–2                             | Partick Thistle                 |
| 1970                       | Celtic                          | 3–1                             | Rangers                         |
| 1971                       | Rangers                         | 2–0                             | Clyde                           |
| 1972–1974                  | Sin Competición                 | Sin Competición                 | Sin Competición                 |
| 1975                       | Rangers 2–2 Celtic (Compartido) | Rangers 2–2 Celtic (Compartido) | Rangers 2–2 Celtic (Compartido) |
| 1976                       | Rangers                         | 3–1                             | Celtic                          |
| 1977                       | Sin Competición                 | Sin Competición                 | Sin Competición                 |
| 1978                       | Sin Finalización                | Sin Finalización                | Sin Finalización                |
| 1979                       | Rangers                         | 3–1                             | Celtic                          |
| 1980                       | Sin Finalización                | Sin Finalización                | Sin Finalización                |
| 1981                       | Partick Thistle                 | 1–0                             | Celtic                          |
| 1982                       | Celtic                          | 2–1                             | Rangers                         |
| 1983                       | Rangers                         | 1–0                             | Celtic                          |
| 1984                       | Sin Competición                 | Sin Competición                 | Sin Competición                 |
| 1985                       | Rangers                         | 5–0                             | Queen's Park                    |
| 1986                       | Rangers                         | 3–2                             | Celtic                          |
| 1987                       | Rangers                         | 1–0                             | Celtic                          |
| 1988                       | Sin Finalización                | Sin Finalización                | Sin Finalización                |
| 1989                       | Partick Thistle                 | 2–0                             | Clyde                           |
| Categoría Sub-19           |                                 |                                 |                                 |
| 1990                       | Celtic                          | 2–0                             | Rangers                         |
| 1991                       | Celtic                          | 3–2                             | Partick Thistle                 |
| 1992                       | Rangers                         | 1–0                             | Celtic                          |
| 1993                       | Rangers                         | 1–0                             | Celtic                          |
| 1994                       | Rangers                         | 1–0                             | Celtic                          |
| 1995                       | Rangers                         | 3–1                             | Celtic                          |
| 1996                       | Rangers                         | 1–0                             | Celtic                          |
| 1997                       | Celtic                          | 5–0                             | Partick Thistle                 |
| 1998                       | Celtic                          | 1–1 (3–0 pens.)                 | Rangers                         |
| 1999                       | Rangers                         | 2–1                             | Celtic                          |
| 2000                       | Rangers                         | 1–0                             | Celtic                          |
| 2001                       | Sin Finalización                | Sin Finalización                | Sin Finalización                |
| 2002–2003                  | Sin Competición                 | Sin Competición                 | Sin Competición                 |
| 2004                       | Rangers                         | 2–0                             | Celtic                          |
| 2005                       | Sin Finalización                | Sin Finalización                | Sin Finalización                |
| 2006–2007                  | Sin Competición                 | Sin Competición                 | Sin Competición                 |
| Categoría Sub 17           |                                 |                                 |                                 |
| 2008                       | Celtic                          | 3–1                             | Rangers                         |
| 2009                       | Rangers                         | 2–1                             | Celtic                          |
| 2010                       | Rangers                         | 2–1                             | Celtic                          |
| 2011                       | Celtic                          | 1–0                             | Rangers                         |
| 2012                       | Rangers                         | 1–1 (4–2 pens.)                 | Celtic                          |
| 2013                       | Rangers                         | 3–2                             | Celtic                          |
| 2014                       | Celtic                          | 1–0                             | Rangers                         |
| 2015                       | Celtic                          | 2–0                             | Rangers                         |
| 2016                       | Celtic                          | 4–0                             | Rangers                         |
| 2017                       | Celtic                          | 2–1                             | Rangers                         |
| 2018                       | Rangers                         | 3–0                             | Celtic                          |
| Categoría Sub 20           |                                 |                                 |                                 |
| 2019                       | Celtic                          | 3–2                             | Rangers                         |
| Categoría Mayor / Equipo B |                                 |                                 |                                 |
| 2020                       | Sin Finalización                | Sin Finalización                | Sin Finalización                |
| 2021                       | Sin Competición                 | Sin Competición                 | Sin Competición                 |
| 2022                       | Rangers B                       | 3–1                             | Queen's Park                    |
| 2023                       | Celtic B                        | 3–3 (4–3 pens.)                 | Rangers B                       |
| 2024                       | Rangers B                       | 3–1                             | Celtic B                        |
| 2025                       | Celtic B                        | 1–1 (5–4 pens.)                 | Rangers B                       |

## Títulos por Club
| Club            | Campeonatos | Última Victoria | Finalista | Última Derrota |
| --------------- | ----------- | --------------- | --------- | -------------- |
| Rangers         | 49          | 2018            | 31        | 2019           |
| Celtic          | 36          | 2019            | 48        | 2018           |
| Partick Thistle | 7           | 1989            | 11        | 1997           |
| Clyde           | 5           | 1959            | 15        | 1989           |
| Third Lanark    | 4           | 1963            | 13        | 1962           |
| Queen's Park    | 4           | 1946            | 8         | 2022           |
| Rangers B       | 2           | 2024            | 2         | 2025           |
| Celtic B        | 2           | 2025            | 1         | 2024           |
| Cambuslang      | 1           | 1888            | —         | —              |
| Cowlairs        | —           | —               | 1         | 1894           |